# اعتراضات ۱۳۹۷ خوزستان
نا آرامی‌های فروردین ۱۳۹۷ خوزستان مجموع تجمعات اعتراضی مردم عرب در اهواز و چند شهر دیگر نسبت به یکی از برنامه‌های شبکه دو صدا و سیمای جمهوری اسلامی ایران است. این اعتراضات به مرور به خشونت و پرتاب گاز اشک آور در مرکز شهر اهواز کشیده شد. رسانه‌ها از دستگیری ۱۰۰ نفر از معترضین را اطلاع‌رسانی کردند. این تجمعات از اهواز به ماهشهر، آبادان، خرمشهر و شیبان کشیده شد.

## علت تجمعات
یکی از میان برنامه‌های برنامه نوروزی سال ۱۳۹۷ «کلاه قرمزی» بود که در آن کودکی عروسک‌هایی که لباس اقوام مختلف ایرانی را بر تن دارند روی نقشه ایران نصب می‌کند اما وقتی نوبت به خوزستان می‌رسد یک عروسک با لباس بختیاری روی تابلو قرار داده می‌شود و خبری از پوشش عربی نبود. این موضوع باعث رنجش مردم عرب اهواز و دیگر شهرستان‌های خوزستان شد که جرقهٔ مجموعه تجمعات اعتراضی را زد. رسانه‌های داخل ایران از این تجمعات با عنوان فروردین ملتهب اهواز یاد کردند. همین موضوع اعتراض شمار گسترده‌ای از ساکنان عرب اهواز را در پی داشت؛ آن‌ها معتقدند صدا و سیما، سیاست انکار عرب‌های خوزستان را دنبال می‌کند.

## اولین تجمع مقابل صدا و سیمای خوزستان
مردم اهواز با حضور در مقابل ساختمان صدا و سیمای خوزستان و خیابان‌های مرکز شهر به این برنامه اعتراض کردند. خواسته اصلی مردم خوزستان در این اعتراضات از مسئولان رسانه ملی توجه یکسان به همه اقوام با هدف تقویت اتحاد ملی بود.

## ادامه تجمعات در روز دوم
پس از انتشار نامه اعتراضی عضور خبرگان رهبری نسبت به برنامه شبکه دو، این نامه البته به فروکش ناراحتی مردم خوزستان به دلیل آنچه «عرب‌ستیزی» تعبیر و توصیف کردند، کمکی نکرد. آنها در روز هشتم فروردین در خیابان گلستان اهواز، مقابل مرکز صداوسیما تجمعی اعتراضی به راه انداختند. تجمعی که تا دو روز بعد از آن ادامه داشت. خواست آنها تنها به رسمیت شناختن قومیت‌شان از سوی رسانه ملی بود. یورونیوز در این رابطه نوشت: پلیس با شلیک گاز اشک آور با تظاهرات مسالمت آمیز برخورد کرده‌است. فعالان محلی می‌گویند در جریان ناآرامی‌ها میان تعداد نامشخصی از معترضان دستگیر شدند. برخی منابع از دستگیری حدود یکصد نفر خبر می‌دهند که یورونیوز نمی‌تواند صحت این رقم را تأیید کند.

## واکنش رسانه‌ها
رسانه‌های مختلف فارسی‌زبان دربارهٔ تجمعات مردم اهواز واکنش و گزارش‌های مختلفی منتشر کردند. سایت الف در این رابطه نوشت: خواسته اصلی مردم خوزستان در این اعتراضات از مسئولان رسانه ملی توجه یکسان به همه اقوام با هدف تقویت اتحاد ملی بود. سایت تابناک نزدیک به جریان اصول گرا در ایران ضمن اعلام موضع در برابر صدا و سیما نوشت: رسانه ملی که باید در نوروز و روزهای آغازین سال جدید، بیشترین میزان رضایت مندی و علاقه‌مندی نسبت به برنامه‌های خود را در میان شهروندان ایرانی ایجاد کند، در سال جدید نیز دچار یک کج سلیقگی آشکار شد که به شکل‌گیری موجی از اعتراضات مردمی در استان خوزستان انجامید؛ اعتراضاتی که اعراب خوزستان را به خیابان‌ها کشید تا ضمن اعتراض به این کج سلیقگی، دوباره دلبستگی خود را به ایران و ایرانی به نمایش بگذارند.

## واکنش نماینده خبرگان و نماینده مجلس
عباس کعبی، نماینده مردم خوزستان در مجلس خبرگان رهبری و علی ساری نماینده مردم اهواز در مجلس شورای اسلامی به این اشتباه صدا و سیما اعتراض و با صدور بیانیه‌ای خواستار عذرخواهی مسئولان رسانه ملی از مردم خوزستان شدند. سید ابوالحسن حسن‌زاده امام جمعه موقت اهواز و حیدری آل‌کثیر نیز این برنامه را محکوم کردند.